# Naru (socken)
Naru (kinesiska: 纳如, 纳如乡) är en socken i Kina. Den ligger i den autonoma regionen Tibet, i den sydvästra delen av landet, omkring 160 kilometer väster om regionhuvudstaden Lhasa. Antalet invånare är 3 998. Befolkningen består av 1 990 kvinnor och 2 008 män. Barn under 15 år utgör 24,0 %, vuxna 15-64 år 68 %, och äldre över 65 år 6,0 %.
Genomsnittlig årsnederbörd är 648 millimeter. Den regnigaste månaden är juli, med i genomsnitt 184 mm nederbörd, och den torraste är januari, med 4 mm nederbörd.